# Nina Andrejewna Rudjukowa
Nina Andrejewna Rudjukowa (russisch Нина Андреевна Рудюкова; englische Schreibweise Nina Rudiukova; * 26. Januar 2000) ist eine russische Tennisspielerin.

## Karriere
Rudjukowa begann mit fünf Jahren dasTennisspielen und bevorzugt Hartplätze. Sie spielt vor allem bei Turnieren der ITF Women’s World Tennis Tour, wo sie bislang einen Titel im Doppel gewinnen konnte.
2019 im August stand sie mit ihrer Partnerin Jekaterina Dmitritschenko im Doppelfinale des W15 in Tabarka, das die beiden mit 6:75 und 3:6 gegen Noelia Bouzo Zanotti und Giulia Crescenzi verloren. Im November erreichte sie mit Ioana Gașpar das Doppelfinael in Antalya, das die beiden mit 3:6 und 4:6 gegen Quirine Lemoine und Gabriella Mujan verloren.
2023 stand sie im Februar mit PArtnerin Alexandra Pospelowa im Finale des W15 in Scharm asch-Schaich, das die beiden mit 4:6, 7:5 und [3:10] gegen Emilie Lindh Gallagher und Luca Udvardy verloren. Im Mai verlor sie mit Jelisaweta Schebekina das Finale des W15 in Monastir mit 0:6 und 4:6 gegen Zdena Šafářová und Marie Villet. Im November erreichte sie mit Jewgenija Burdina abermals ein Doppelfinale eines W15 in Scharm asch-Schaich, das die beiden gegen Marija Golowina und Darja Schadtschnewa mit 5:7 und 1:6 verloren. Ende November konnte sie an gleicher Stelle ihren ersten ITF-Doppeltitel gewinnen.

## Turniersiege

### Doppel
| Nr. | Datum             | Turnier             | Kategorie | Belag     | Partnerin         | Finalgegnerinnen         | Ergebnis         |
| --- | ----------------- | ------------------- | --------- | --------- | ----------------- | ------------------------ | ---------------- |
| 1.  | 25. November 2023 | Scharm asch-Schaich | ITF W15   | Hartplatz | Jewgenija Burdina | Mariam Atia Lilli Tagger | 5:7, 6:4, [10:6] |